# Edgar Hernández (lekkoatleta)
Edgar Hernández (ur. 8 czerwca 1977) – meksykański lekkoatleta specjalizujący się w chodzie sportowym.

## Sukcesy sportowe
- mistrz Meksyku w chodzie na 20 kilometrów – 2000[1]
- zwycięzca mistrzostw NACAC U-25 w chodzie na 20 kilometrów – Monterrey 2000[2]
- brązowy medalista mistrzostw świata w chodzie na 50 kilometrów – Edmonton 2001[3]
- zwycięzca Pucharu Panamerykańskiego w chodzie na 50 kilometrów – Cuenca 2001[4]
- zdobywca 3. miejsca w zawodach Encuentro Internacional w chodzie na 50 kilometrów – Chihuahua 2011[5]

## Rekordy życiowe
- chód na 20 kilometrów – 1:21:30 – Turku 21.05.2000
- chód na 50 kilometrów – 3:46:12 – Edmonton 11.08.2001